# White Hall (Illinois)
White Hall é uma cidade localizada no estado americano de Illinois, no Condado de Greene.

## Demografia
Segundo o censo americano de 2000, a sua população era de 2629 habitantes.
Em 2006, foi estimada uma população de 2550, um decréscimo de 79 (-3.0%).

## Geografia
De acordo com o United States Census Bureau tem uma área de
6,8 km², dos quais 6,7 km² cobertos por terra e 0,1 km² cobertos por água.

## Localidades na vizinhança
O diagrama seguinte representa as localidades num raio de 16 km ao redor de White Hall.